# Boćki (gmina)
Boćki – gmina wiejska w Polsce położona w województwie podlaskim, w powiecie bielskim. W latach 1975–1998 gmina administracyjnie należała do województwa białostockiego.
Siedziba gminy to Boćki.
Według danych z 2009 roku gminę zamieszkiwało 4893 osoby.

## Struktura powierzchni
Według danych z roku 2002 gmina Boćki ma obszar 232,06 km², w tym:
- użytki rolne: 73%
- użytki leśne: 20%

Gmina stanowi 16,75% powierzchni powiatu.

## Demografia

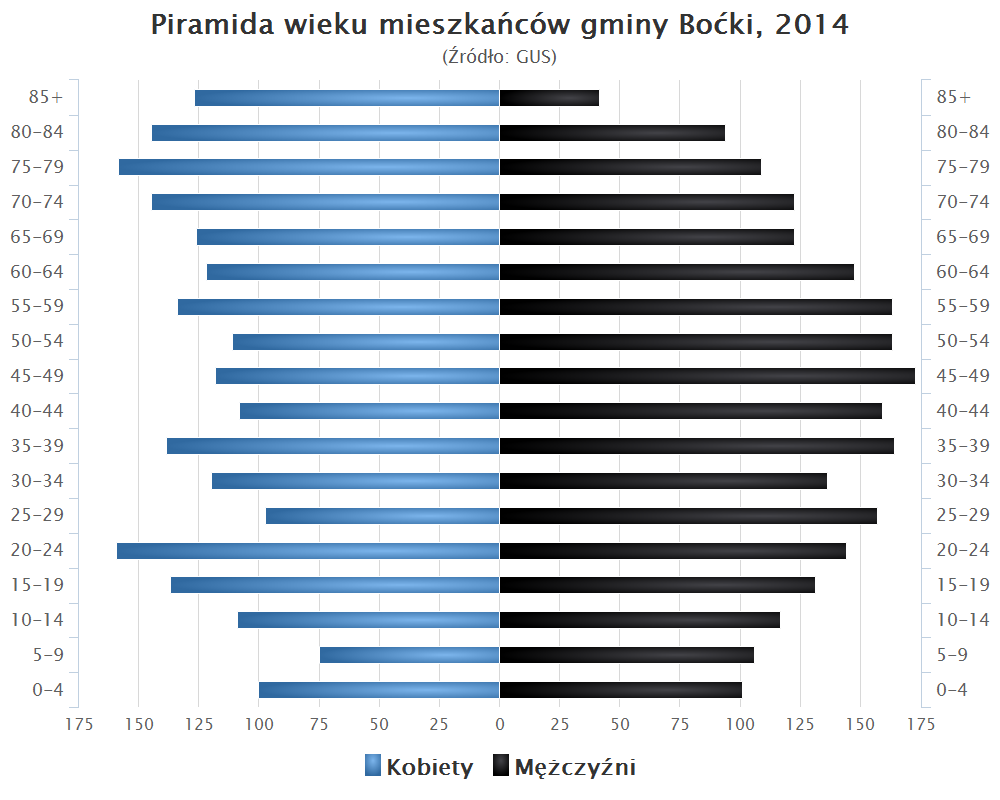
Piramida wieku mieszkańców gminy Boćki w 2014 roku

Dane z 30 czerwca 2004:
| Opis                              | Ogółem | Ogółem | Kobiety | Kobiety | Mężczyźni | Mężczyźni |
| --------------------------------- | ------ | ------ | ------- | ------- | --------- | --------- |
| jednostka                         | osób   | %      | osób    | %       | osób      | %         |
| populacja                         | 4893   | 100    | 2398    | 49      | 2495      | 51        |
| gęstość zaludnienia (mieszk./km²) | 21,01  | 21,01  | 10,8    | 10,8    | 11,2      | 11,2      |

## Sołectwa
Andryjanki (2 sołectwa: Andryjanki i Kolonia Andryjanki), Boćki (4 sołectwa: Boćki I, Boćki II, Boćki III i Boćki IV), Bodaczki, Bodaki, Bystre, Dubno, Dziecinne, Hawryłki, Jakubowskie, Krasna Wieś, Mołoczki, Nurzec, Olszewo, Pasieka, Piotrowo-Krzywokoły, Piotrowo-Trojany, Sasiny, Siedlece, Siekluki, Sielc, Skalimowo, Solniki, Starowieś, Szeszyły, Szumki, Śnieżki, Torule, Wandalin, Wiercień, Wojtki, Wygonowo, Żołoćki.

## Miejscowości niesołeckie
Chranibory Drugie, Chranibory Pierwsze, Kolonia Boćki, Młynisk, Wandalinek, Wylan.

## Sąsiednie gminy
Bielsk Podlaski, Brańsk, Dziadkowice, Kleszczele, Milejczyce, Orla